# Protocalliphora metallica
Protocalliphora metallica är en tvåvingeart som först beskrevs av Townsend 1919.  Protocalliphora metallica ingår i släktet Protocalliphora och familjen spyflugor. Inga underarter finns listade i Catalogue of Life.